# Lanugo polita
Lanugo polita là một loài tò vò trong họ Ichneumonidae.